# Durfort (Tarn)
Durfort – miejscowość i gmina we Francji, w regionie Oksytania, w departamencie Tarn.
Według danych na rok 1990 gminę zamieszkiwało 300 osób, a gęstość zaludnienia wynosiła 66 osób/km² (wśród 3020 gmin regionu Midi-Pireneje Durfort plasuje się na 767. miejscu pod względem liczby ludności, natomiast pod względem powierzchni na miejscu 1525.).